# 布里亞斯島
布里亞斯島（英語：Burias）是菲律賓的島嶼，位於比科爾半島以南的錫布延海，面積417.4平方公里，最高點海拔高度435米，2000年人口76,266，人口密度為每平方公里183人。
布里亚斯岛在中国明朝时称为猫里务。张燮《东西洋考》 卷5谓 “猫里务即合猫里国也……永乐三年，国王遣使回回道奴马高奉表来朝，并贡方物”，与《明史·合猫里传》均把其与合猫里视为一国。但猫里务与合猫里并非一地，合猫里乃吕宋岛南部之甘马怜（卡马里内斯地区）。合猫里当为Camarines之对音。猫里务则在卡马里内斯东南面布里亚斯岛上。《东西洋考》 所载可能因两地相邻，或有从属关系所致。1405年，曾遣使至中国建立友好关系。明、清时代，中国商船常往其地。